# Pelecopsis fornicata
Pelecopsis fornicata är en spindelart som beskrevs av Miller 1970. Pelecopsis fornicata ingår i släktet Pelecopsis och familjen täckvävarspindlar.
Artens utbredningsområde är Kongo. Inga underarter finns listade i Catalogue of Life.